# Dolichancistrus
Dolichancistrus es un género de peces de la familia Loricariidae en el orden de los Siluriformes.

## Especies
Las especies de este género son:
- Dolichancistrus atratoensis (Dahl, 1960)
- Dolichancistrus carnegiei (C. H. Eigenmann, 1916)
- Dolichancistrus cobrensis (L. P. Schultz, 1944)
- Dolichancistrus fuesslii (Steindachner, 1911)
- Dolichancistrus pediculatus (C. H. Eigenmann, 1918)
- Dolichancistrus setosus (Boulenger, 1887)